# Iridomyrmex xanthocoxa
Iridomyrmex xanthocoxa é uma espécie de formiga que pertence ao gênero Iridomyrmex. Descrita em 2011, a formiga pode ser encontrada na região de Pilbara, na Austrália Ocidental.

## Etimologia
A palavra xanthocoxa vem da língua grega e é uma junção das palavras: 'xanthos', que quer dizer "amarelo"; e 'coxa'; que faz referência a cor amarelada do corpo da espécie.